# IX Premis Simón
La IX edició dels Premis Simón, inicialment prevista pel 23 de maig de 2020, va concloure amb el lliurament dels guardons en una cerimònia celebrada a la sala Mozart de l'Auditori de Saragossa el 20 de setembre de 2020.
L'esdeveniment va tenir com a lema «Cine aragonés, denominación de origen» i va estar marcat per la pandèmia per COVID-19, ja que la gala es va regir per un estricte protocol. Fou presentada per Alejandro Aísa i gaudí de l'actuació musical de la cantant aragonesa Viki Lafuente. Va ser retransmesa en streaming pel mitjà digital Aragón Cultura, tot i que fou transmesa en diferit el dia 25 de setembre per Aragón TV.
Les categories premiades es van incrementar fins a un total de disset, sis més que a l'edició anterior, amb cinc nominats per categoria, llevat en la de llargmetratge, que només n’hi ha dos. L'actriu Luisa Gavasa, un habitual en aquests premis, va rebre el premi Simón d'honor.

## Premiats
Els guardonats en aquesta edició foren:
| Categoria                        | Premiat                                  | Labor premiada                                 | Finalistes                                                                                              |
| -------------------------------- | ---------------------------------------- | ---------------------------------------------- | --- |
| Simón d'honor                    | Luisa Gavasa                             | Trajectòria                                    | |
| Millor llargmetratge             | Planeta 5000 de Carlos Val               | Pel·lícula                                     | Ojos negros                                                                                             |
| Millor documental                | Aute Retrato de Gaizka Urresti           | Pel·lícula                                     | Esta no soy yo (Autorretrato de una anoréxica) Los cielos españoles The Rise of the Synths Zaragoza vil |
| Millor curtmetratge              | Gastos incluidos de Javier Macipe        | Pel·lícula                                     | Cardelinas Intimidad Leonardo muere Ofra & Khalil                                                       |
| Millor direcció                  | Nata Moreno                              | Ara Malikian: Una vida entre las cuerdas       | Carlos Val Gaizka Urresti Javier Macipe Isabel Soria i J. Manuel Herráiz                                |
| Millor actor                     | Alfonso Desentre                         | Intimidad                                      | Antonio Magen Pedro Rebollo Rubén Martínez                                                              |
| Millor actriu                    | Carmen Barrantes                         | Cardelinas                                     | Ana Labordeta Laura Contreras Luisa Gavasa Salomé Jiménez                                               |
| Millor guió                      | Javier Macipe                            | Gastos incluidos                               | Antonio Tausiet José Luis Galar Nata Moreno Carlos Val i Alexis Barroso                                 |
| Millor fotografia                | Beltrán García Valiente Adrián Barcelona | The Rise of the Synths                         | Sergio de Uña José Manuel Herráiz Sebastián Vanneuville Itziar del Río i Pablo Gacías                   |
| Millor direcció de producció     | Carla Pérez de Albéniz                   | Mientras dure la guerra                        | Amelia Hernández Clara Vallés Isabel Soria José Luis Galar                                              |
| Millor muntatge                  | Iván Castell                             | The Rise of the Synths                         | Carlos Val Javier Macipe José Manuel Herráiz J. Ramón Dia Castel                                        |
| Millor banda sonora              | La Ronda de Boltaña                      | Mermelada de moras                             | Juanjo Javierre José Luis Galar Jesús Aparicio E.Ballestero, C.Baquero i R.Guíu                         |
| Millor maquillatge i perruqueria | Ana Bruned                               | Leonardo muere                                 | Irene Joven Laura Liñán                                                                                 |
| Millor vestuari                  | Ana Sanagustín                           | Leonardo muere                                 | Laura Sanz Lola Gracia Víctor Martín-Cancela                                                            |
| Millor direcció artística        | Pablo Lagartos                           | Leonardo muere                                 | Ainhoa Sánchez J.Alberto Andrés Lacasta Daniel Caudevilla Miguel Frago Monzón                           |
| Millors efectes especials        | Juan Remacha                             | Ofra & Khalil                                  | David Arenas Pedro Santero Sergio Duce Laura Liñán i Marta Espelta                                      |
| Millor so                        | Vicente Bordonaba Steve Miller           | Planeta 5000                                   | José Soto Miguel Salas José Manuel Herráiz Dan Barrow i Dani Orta                                       |
| Contribució social               | Mónica Callejo Aranda                    | Esta no soy yo (Autorretrato de una anoréxica) | J.Alberto Andrés Lacasta Carlos Val Antonio Tausiet Tomás Generelo i Maite Abaurre                      |